# Apostolische Kerk in Nederland
De Apostolische Kerk in Nederland (Gemeente voor oorspronkelijk christendom) is een pinkstergemeente die haar wortels heeft in de opwekkingsbeweging van 1904-1905 in Wales. Anders dan de Apostolischen is de kerk niet afkomstig uit een van de afsplitsingen van de in 1830 gestichte Katholiek Apostolische Kerk.

## Ontstaan
Tijdens de genoemde opwekking in Wales kwamen duizenden mensen tot bekering. In de bijeenkomsten kwamen veel en heftige emoties los. Evan Roberts, een opwekkingsprediker die van mening was dat hij de doop met de Heilige Geest had ontvangen, legde mensen zijn handen op, waarna sommigen bewogen werden in tongen te spreken. Deze glossolalie wordt beschouwd als het bewijs dat door de handoplegging inderdaad de Geestesdoop ontvangen is.

## De gaven van de Geest
De Pinksterbeweging en de charismatische beweging wordt momenteel erkend als orthodoxe beweging binnen het christendom (al deze christenen erkennen de geloofsbelijdenis van Nicea.) en zij is na verloop van jaren binnen de evangelische beweging volledig geaccepteerd. De Apostolische Kerk in Nederland is dan ook een andere mening toegedaan over tongentaal dan de Katholiek Apostolische Kerk. Tongentaal of glossolie wordt gezien ter opbouw van zichzelf en zou  volgens de Pinkstergemeenten en de charismatische beweging in iedere gemeente gepraktiseerd moeten worden.

## Verspreiding
In onder meer de Engelstalige wereld is de kerk wijdverbreid, met honderden gemeenten over de hele wereld. In Nederland waren er twee gemeenten, namelijk in Amsterdam en Den Haag, die echter in 1960 werden opgeheven. Sinds 2005 is er in Rijswijk bij Den Haag een kerk actief die zich Apostolische Kerk Nederland noemt, zonder het voorzetsel "in". Dit is echter een andere kerk, aangezien deze niet de leer van de drie-eenheid onderschrijft en bekeerlingen alleen doopt in de Naam van Jezus Christus. Dit laatste baseert zij op de in het Bijbelboek Handelingen van de Apostelen gebruikte doopformule, evenals de beschikbare verwijzingen naar de waterdoop in de brieven van Paulus.